# Manbazar
Manbazar (bengali মানবাজার) és una vila i bloc de desenvolupament rural del districte de Purulia a l'Índia, estat de Bengala Occidental a 23° 04′ 00″ N, 86° 39′ 00″ E / 23.0667°N,86.6500°E. Al cens del 2001 no figura la població de la vila, però el bloc (dividit en dos parts, I i II) consta amb una població de 212.769 habitants.
És una àrea d'activitat de la guerrilla comunista. El 1833 fou declarada capital del nou districte de Manbhum però el 1838 fou traslladada a Purulia. Va quedar dins el districte de Puralia quan es va formar el 1956.